# قبطيس صيني
قبطيس صيني (الاسم العلمي:Coptis chinensis) هو نوع من النباتات يتبع جنس القبطيس من الفصيلة الحوذانية.